# (1262) Sniadeckia
(1262) Sniadeckia ist ein Asteroid des Hauptgürtels, der am 23. März 1933 vom belgischen Astronomen Sylvain Julien Victor Arend in Ukkel entdeckt wurde.
Benannt ist der Asteroid nach dem Gründer des Krakauer Observatoriums Jan Śniadecki.